# Стефан Захариев
Стефан Секулов Захариев е изтъкнат български възрожденец, просветител, ръководител на църковно-националното движение на българите в Пазарджик.

## Биография
Роден е в Пазарджик. Занимава се с търговия, издирва средновековни ръкописи, старинни монети и антики. Като османски финансов служител ок. 1840 г. и като наместник на пловдивския владика в родния си град през 50-те години на XIX в. Захариев често обикаля из околните села и постепенно у него се заражда идеята да състави едно описание на земите, заключени между Западните Родопи и южните склонове на Средна гора. Като постоянен член на българското църковно-училищно настоятелство в града той организира прогонването на гръцките духовници от най-голямата църква в Пазарджик – „Св. Богородица“ (1859), активно сътрудничи на редица вестници с дописки по хода на църковните борби в града си и води оживена кореспонденция с редица изтъкнати български възрожденци – Стоян Чомаков, Найден Геров, Йоаким Груев, Драган Цанков, както и със Стефан Веркович.

Синът му Христо Захариев, пише за него: 
| „ | Домът на Стефан Захариев е бил свърталище на учените, учителите и учителките в гр. Т. Пазарджик по ония времена; оттам е давано тон по народните и черковни в града и окръга движения; оттам са се разпространявали без страх по населението народните и бунтовнически песни. Станеше ли голяма народна нужда за нещо, Стефан Захариев написваше нуждният махзар (заявление), даваше го на своя верен слуга бошнак – Селим, който в 2 – 3 нощи го повръщаше подпечатен от целия окръг. Като предаден всецяло на народните работи, той в последните години е бил много беден, но винаги високо справедлив. Когато се поиска от правителството да се изпрати от града един ученик да свърши лицея в Цариград, мнозина приятели го молеха да изпрати сина си Христа; но той, за да не даде причина да го одумват, съгражданите му, изпрати отличния тогава по прилежание ученик, общеизвестния сега Константин Величков. | “ |

През 1870 г. със съдействието на Христо Г. Данов във Виена е публикувано неговото най-значимо съчинение „Географико-историко-статистическо описание на Татар-Пазарджишката кааза“. В тази книга той между другото помества и текста на т. нар. Летописен разказ за помохамеданчване на чепинските българи от поп Методий Драгинов, чиято автентичност се оспорва от редица съвременни историци. Съвременниците обаче посрещат книгата на Захариев с интерес и възторг. Ласкава рецензия за нея написва младият Константин Иречек, който препоръчва това произведение „на всеки, който се интересува от Илирийския полуостров“ и изразява надежда, че трудът на Захариев „ще има и други следовници сред българите“.
След смъртта му по-голямата част от неговия архив е изгубена по време на освободителната Руско-турска война (1877-1878), а част от събраните от него славянски ръкописи са отнесени от руския изследовател Полихроний Сирку (1855 – 1905) в Санкт-Петербург, където днес се съхраняват в сбирката на Ръкописния отдел при Библиотеката на Руската академия на науките. Портрет на Стефан Захариев от известния български художник Станислав Доспевски се пази в портретната сбирка на Националната художествена галерия в София.

## По-значими съчинения
- 1870 – „Географико-историко-статистическо описание на Татар-Пазарджишката кааза“ (Виена)